# USS Hammann (DD-412)
Pour les autres navires du même nom, voir USS Hammann.
L'USS Hammann (DD-412) est un destroyer de classe Sims en service dans l'US Navy pendant la Seconde Guerre mondiale. Il fut baptisé sous le nom de Charles Hammann (en), un Enseigne de vaisseau ayant reçu la Medal of Honor pendant la Première Guerre mondiale.
Il est mis sur cale le 17 janvier 1938 au chantier Federal Shipbuilding and Drydock Company à Kearny, dans le New Jersey. Il est lancé le 4 février 1939, parrainé par Lillian Hammann. Il entre en service le 11 août 1939. Son 1er commandant est le Commander Arnold E. True (en).

## Historique
Après une croisière inaugurale au large de la côte Est, le Hammann participe pendant deux ans à des opérations d'entraînement et de mise en conditions opérationnelles au large des deux côtes des États-Unis.

### Déploiement et premières opérations dans le Pacifique

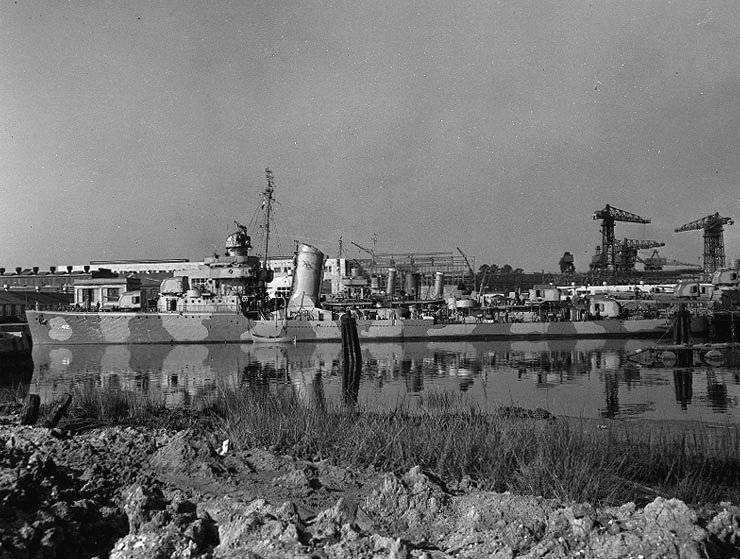
Le Hammann à quai en janvier 1942.

Lorsque la guerre éclate entre les États-Unis et l'empire du Japon le 7 décembre 1941, le destroyer est basé en Islande. Il rejoint alors rapidement Norfolk, en Virginie, embarquant carburant et provisions, avant d'appareiller le 6 janvier 1942 pour le Pacifique. Il atteint San Francisco le 22 janvier via le canal de Panama et navigue le 25 février au sein de la Task Force 17 du Vice admiral Fletcher pour opérer dans le Pacifique Sud.
Le destroyer prend part à des manœuvres d'entraînement dans la région de la Nouvelle-Calédonie au début de mars et, le 27 mars, la Force opérationnelle quitte la mer de Corail. Le Hammann escorte alors le porte-avions USS Lexington. De retour à Tongatapu le 20 avril, la Task Force 17 navigue de nouveau escale en mer de Corail le 27 avril pour y effectuer un raid aérien surprise sur les forces d'invasion japonaises à Tulagi.
Lors de l'inspection des porte-avions après les raids aériens du 4 mai, le Hammann reçoit l'ordre de secourir deux pilotes de chasse abattus à Guadalcanal, à environ 65 kilomètres au nord. Rejoignant la zone à pleine vitesse, le destroyer arrive au crépuscule et aperçoit une marque sur la plage, qui se révéla être un parachute. Malgré un temps agité, les pilotes sont récupérés dans la nuit et le destroyer rejoint le Lexington peu après.

### Bataille de la mer de Corail
Le 8 mai marque le jour décisif de la bataille de la mer de Corail, première bataille uniquement aéronavale de l'histoire, dans laquelle les forces navales en présence s'affrontèrent par avions interposés sans jamais être à portée de canon. Pendant l'échange d'attaques aériennes, le Hammann criblait les porte-avions, tirant sur les avions torpilleurs japonais les attaquant. Leur retraite firent place aux bombardiers en piqué, l'un d'eux larguant une bombe à 200 mètres de l'étrave tribord du Hammann. Sur le Lexington gravement endommagé par les attaques aérienne japonaises qui font plus de 200 morts, ordre est donné d'abandonner le navire. Les Hammann, Morris, et Anderson sont envoyés sur zone pour secourir les survivants. Le Hammann secourt près de 500 hommes de l'eau avant que le porte-avions condamné ne soit torpillé par le Phelps dans la nuit du 8 mai.

### Bataille de Midway

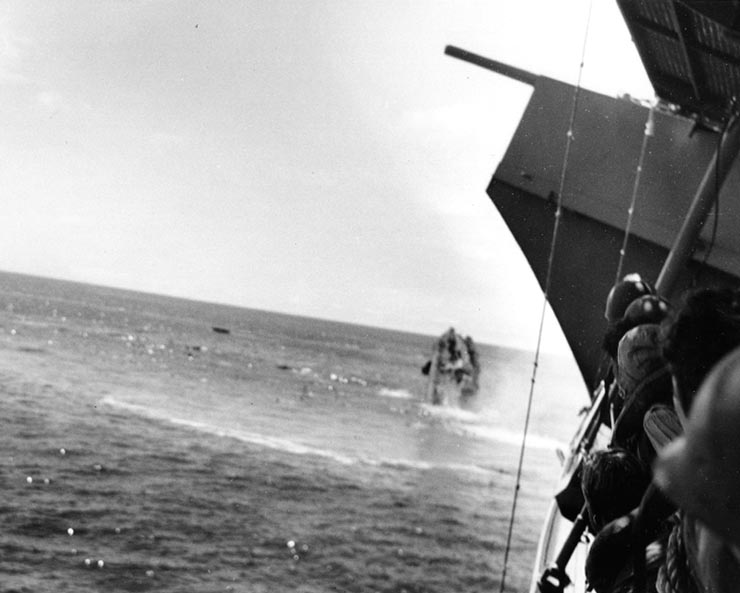
Le Hammann, brisé en deux, coule par la proue après avoir été torpillé par le sous-marin japonais I-168 le 6 juin 1942.

Après la fin de la bataille de la mer de Corail, provoquant l'arrêt de l'avance japonaise vers le sud-est, le Hammann fait route vers le nord. Sous les ordres pressants de l'Admiral Chester Nimitz pour faire face à une nouvelle menace, le destroyer rejoint Pearl Harbor avec la Task Force 17, y arrivant le 27 mai. Après quelques des réparations, il appareille le 30 mai, juste à temps pour participer à la bataille de Midway.
Pendant la bataille aérienne du 4 juin, le Hammann assiste le porte-avions Yorktown, , abattant plusieurs avions japonais. Cependant, les attaques successives des bombardiers et des avions lance-torpilles du Hiryu auront raison du Yorktown, qui sera abandonné dans l'après-midi du 4 juin. Le Hammann secourt les survivants dans l'eau, dont son capitaine, Elliott Buckmaster (en). Ils seront transférés peu après sur des plus gros navires. Le lendemain matin, des efforts sont déployés pour tenter de sauver le navire à la dérive. Une équipe est dépêchée à bord pour tenter une opération de remorquage. Le Hammann rejoint la zone le 6 juin pour transférer une équipe d'évaluation des avaries. Le destroyer se trouvait alors amarré au porte-avions, lui fournissant notamment des tuyaux, de l'électricité et de l'eau pour lutter contre les incendies.

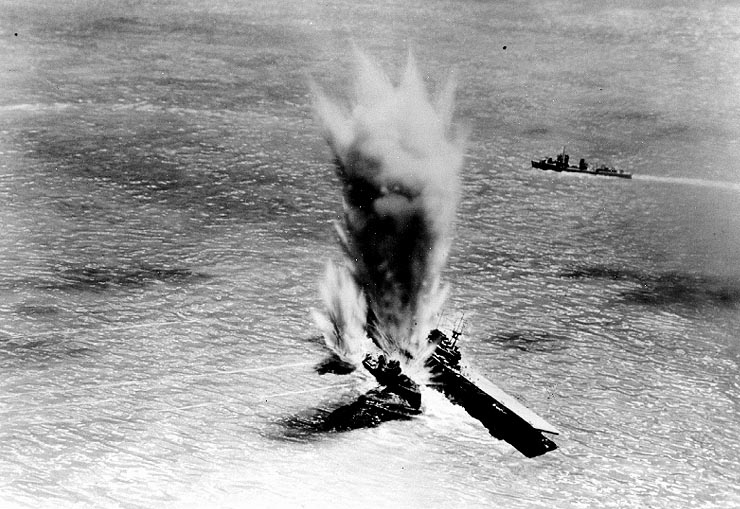
Diorama du torpillage des Hammann et Yorktown pendant l'opération de sauvetage.

À 04 h 10, un des veilleurs du sous-marin japonais I-168 aperçoit les mâtures du porte-avions endommagé à 12 milles. À 06 h 00, Tanabe, le commandant du submersible, repère les premiers destroyers de l'écran et constate que le porte-avions est pris en remorque. Il prend alors l'immersion périscopique à 3 nœuds. Pendant plus de 7 heures, Tanabe fait habilement son approche et réussit à pénétrer l'écran des escorteurs sans avoir été détecté. À 13 h 31, deux torpilles sont lancées à 2 000 mètres puis deux autres trois secondes plus tard. La première touche le Hammann qui se brise deux et coule en seulement 4 minutes. Les deux suivantes touchent le Yorktown à tribord, tandis que la quatrième passe derrière le porte-avions. À 13 h 36, les destroyers américains contre-attaquent. Après avoir essuyé 40 charges de profondeur, les dégâts à bord du sous-marin sont très importants : compartiments des torpilles avant et de manœuvre inondés, batteries endommagées. À 17 h 40, Tanabe et son équipage sont décidés à se battre en surface. Mais, à la faveur du crépuscule naissant, ils réussissent à s'échapper à 14 nœuds. Le commandant rend compte par message  du torpillage, bien que le porte-avions n'ait pas encore coulé.
80 membres d'équipage du Hammann périrent dans cette attaque. Les survivants furent secourus par les destroyers Benham et Balch.

## Décorations
Le Commander Arnold E. True (en), commandant du Hammann, a été décoré de la Navy Cross et la Navy Distinguished Service Medal pour ses qualités de chef lors des batailles de la mer de Corail et de Midway. Le destroyer a également été décoré de deux Service star récompensant ses actions au combat lors de la Seconde Guerre mondiale.
| "A" Device · Bronze star | Bronze star · Bronze star |  |

| American Defense Service Medal avec "A" Device et agrafe de la "Flotte" | Asiatic-Pacific Campaign Medal avec 2 Service star | World War II Victory Medal |